# Young Allies
Young Allies é nome de três equipes de super-heróis fictícias, publicadas nas revistas em quadrinhos da Marvel Comics.

## Era de Ouro
Os Young Allies foram um clube de meninos heroicos que lutaram contra os países do Eixo durante a Segunda Guerra Mundial. Era formado pelos parceiros-mirins de super-heróis da Timely Comics e as aventuras foram publicadas no Brasil na revista "O Guri", quando foram chamados de "Os Garotos" .

### Criação
Jack Kirby e Joe Simon criaram o grupo com o nome de "Sentinelas da Liberdade", "uma gangue multirracial de meninos patrióticos", liderados por Bucky Barnes (parceiro adolescente do Capitão América). Inicialmente seus companheiros foram quatro: Knuckles (Percival Aloysius O'Toole), Jeff (Geoffrey Worthington Vandergill), Tubby (Henry Yosef Tinkelbaum) e Whitewash Jones. A equipe apareceu em um texto da revista  Captain America #4 (junho de 1941) e aos poucos entraram para as aventuras do herói, tornando-se populares a ponto de ganharem revista própria.

### The Young Allies (1941)
A revista foi lançada no verão de 1941 após a equipe ter surgido nas páginas de Captain America. Os Sentinelas da Liberdade foram revisados, rebatizados para "The Young Allies" e foi incluido como membro o herói Toro (conhecido no Brasil como "Centelha", parceiro do Tocha Humana Original). Nessa época, Simon e Kirby queriam deixar a Timely e mudar para a DC Comics, mas a primeira revista dos Young Allies ainda foi desenhada por Kirby (sob o pseudônimo de "Charles Nicholas") com o texto do jovem Stan Lee. No segundo número, Kirby a deixou e a arte passou para Al Gabriele, ex-arte-finalista de Captain America e o desenhista Syd Shores.
A primeira aventura teve como adversário da equipe (com a maioria dos membros sem superpoderes) o Caveira Vermelha e a série se tornou a primeira com personagens de duas ou mais outras da Marvel A equipe viajava frequentememnte pelo mundo para lutar na Guerra e, com o exagero típico da série, várias vezes se batia pessoalmente contra os líderes do Eixo: Adolf Hitler, Benito Mussolini e Hideki Tojo, muitas sem a participação dos parceiros super-heróis adultos.
A última edição de Young Allies Comics foi a de número 20 (outubro de 1946). Toro e Bucky continuaram em outras revistas e mantiveram a parceria brevemente como membros do Esquadrão Vitorioso... mas Knuckles, Jeff, Tubby e Whitewash não foram mais vistos durante muito tempo."
Na história comemorativa Young Allies Comics 70th Anniversary Special (2009), foram revelados detalhes dos membros menos conhecidos. Os nomes reais eram Patrick O'Toole, Washington Carver Jones, Geoffrey Worthington Vandergill e Henry Yosef Tinkelbaum. Os dois primeiros permaneceram vivos nos dias atuais.

## Heróis Renascem (Heroes Reborn)
O segundo grupo dos Young Allies (com histórias publicadas no Brasil pela Panini, que adotou o nome traduzido "Jovens Aliados") foi fundado durante "Heróis Renascem" no planeta conhecido por Contra-Terra, após os Vingadores e o Quarteto Fantástico voltarem ao lar, o que levou a que o planeta fosse devastado em seguida. Enquanto muitos dos novos membros escolheram nomes iguais aos de seus predecessores da Terra 616, suas características tinham pouco a ver com os do grupo original.
- Bucky (Rikki Barnes) - parceira do Capitão América de sua época. Ela é a que mais se parece com sua contraparte da Terra 616. Carrega um escudo fotônico como arma e é o membro-líder.
- I.Q. (Ishmael Questor) - Muito deformado, tetraplégico, telepata e analítico, que opera com os Jovens Aliados de seu tanque-suporte de vida localizado na Alemanha da Contra-Terra.
- Kid Colt (Elric Whitemane, nascido Elric Freedom) - Capturado pela S.H.I.E.L.D. corrupta de seu mundo e após sofrer experimento com DNA dos Kimelianos, ele ficou parecido com um cavalo humanóide e abre buracos de verme em miniatura por onde consegue se teleportar.
- O e K - Manifestações da Ordem e do Caos, enviados para julgar sobre a continuidade da existência ou não da Contra-Terra.
- Toro (Benito Serrano) - Se transforma num super-forte touro humanóide.

### Aventuras
Os Jovens Aliados entraram em conflito com os "Redentores" (Redeemers) um time a serviço do governo americano que se relaciona com os Thunderbolts da Terra 616. Supervisionados pelo Capitão América que estava com amnésia e esqueceu da sua parceria com Bucky em seu planeta natal ele e o grupo entraram em conflito com os Aliados quando surgiu o boato de armas químicas a serem utilizadas contra a Latvéria numa tentativa de forçar Doutor Destino, então o ditador da Contra-Terra, a distribuir alimentos e remédios de forma mais igualitária. Capitão América achou que Bucky era mesmo capaz de usar armas de destruição em massa e mentiu ao Doutor Destino dizendo haver arsenais escondidos. Mais tarde os Aliados se encontraram com os Thunderbolts em pessoa quando uma fenda ameaçava destruir ambas as Terras. Ao final da crise com o retorno dos Thunderbolts a seu lar, Jolt ficou para trás. Recentemente os Exilados foram até a Contra-Terra para salvá-la de Proteus, que possuira o corpo de Morfo. Primeiramente, Proteus convenceu os Jovens Aliados a combaterem os Exilados. Os heróis descobriram a verdade quando Proteus torturava prazerosamente o grupo mutante. Duas entidades cósmicas conhecidas como "O" e "K" afastaram Proteus dos Exilados, dizendo que esperavam por ele e lhe deram um exército com armas nucleares. A Imperatriz Dorma e Proteus lutaram e o vilão tomou a coroa da monarca, derrotando Atlântida e assassinando-a junto com os soldados dela. Os Exilados chegaram com os Jovens Aliados à cidade submarina. Proteus então lançou o armamento nuclear. Afortunadamente, Colt e Jolt pararam as armas sem detoná-las. Proteus tinha Os Exilados e os Jovens Aliados sob controle e colocou a coroa de volta. Sem o vilão saber, contudo, Blink usou um aparelho  modificador de comportamento (vindo do mundo do Esquadrão Supremo) fazendo com que ele passasse a acreditar ser realmente Morfo e que estava aprisionado no corpo dele. Os Exilados então se teleportaram com Proteus para Panópticron e lançaram as ogivas nucleares remanescentes para o Espaço.

## Era Heroica
Uma nova equipe foi introduzida no Universo Marvel, com texto de Sean McKeever e desenhos de David Baldeon. McKeever disse (tradução aproximada):
| “ | A ideia para "Jovens Aliados" é que sejam literalmente um grupo com essa característica. Não será mais um time convencional mas pessoas com pensamentos iguais por serem de uma mesma geração. Serão agora combatentes com a alma da respectiva geração. Surgem imediatamente quando do ataque dos Bastardos do Mal (Bastards of Evil), filhos e filhas de vilões, é claro... | ” |

São membros: Nômade (Rikki Barnes), Firestar, Garota-Aranha (Anya Corazon), Gravity e Toro (Benito Serrano). A série foi interrompida com o sexto número da revista. Eles formaram o grupo em Onslaught Unleashed #1 e apareceram mais tarde em  Avengers Academy Giant-Size #1 (80 páginas de história única) e na minissérie Fear Itself: Youth in Revolt, ambas as tramas ligadas à Academia dos Vingadores.

## Coletâneasnos Estados Unidos
Alguns volumes lançados:
- Marvel Masterworks: Golden Age Young Allies, Vol. 1 coletânea revistas Young Allies Comics #1-4, 274 páginas, capa dura, julho de 2009, ISBN 0-7851-2876-X
- Young Allies - Volume 1 de Sean McKeever e David Baldeon, coletânea das revistas Young Allies (2010) #1 - 6 (agosto de 2010 - janeiro de 2011) Firestar (2010) #1 história única (junho de 2010) e aventura retroativa de Gravity da Era Heroica (2010) #2 (agosto de 2010) 192 páginas, paperback, fevereiro de 2011, ISBN 0-7851-4868-X